# Alessandro Diacono
Alessandro Diacono (Nerechta, 1674 – Nižnij Novgorod, 21 marzo 1720) è stato un religioso russo.
Introdusse particolari dottrine religiose sull'uso dell'incenso, formando un gruppo di seguaci detti turibolari. Fu giustiziato da Pietro il Grande.